# 五辻通
五辻通（いつつじどおり）は京都市の東西の通りの一つ。大宮通から西へ、上七軒の北野天満宮東門前の御前通まで。

## 沿道の主な施設
- 京都市立嘉楽中学校
- 千本釈迦堂（大報恩寺）
- 上七軒
- 北野天満宮